# Бэбан, Марьян
Марьян Бэбан (рум. Marian Băban; 8 января 1976, Турну-Мэгуреле) — румынский гребец-байдарочник, выступал за сборную Румынии на всём протяжении 2000-х годов. Участник двух летних Олимпийских игр, трижды серебряный призёр чемпионатов мира, серебряный и бронзовый призёр чемпионатов Европы, победитель многих регат национального и международного значения.

## Биография
Марьян Бэбан родился 8 января 1976 года в городе Турну-Мэгуреле, жудец Телеорман. Активно заниматься греблей начал с раннего детства, проходил подготовку в Бухаресте в столичном спортивном клубе «Динамо».
Благодаря череде удачных выступлений удостоился права защищать честь страны на летних Олимпийских играх 2000 года в Сиднее — стартовал здесь в одиночках на тысяче метрах и сумел дойти до стадии полуфиналов, где финишировал седьмым.
После сиднейской Олимпиады Бэбан остался в основном составе гребной команды Румынии и продолжил принимать участие в крупнейших международных регатах. Так, в 2001 году он завоевал серебряную медаль на европейском первенстве в Милане, среди байдарок-четвёрок на двухстах метрах, а также взял серебро на мировом первенстве в польской Познани, среди четвёрок на пятистах метрах. Два года спустя на чемпионате мира в американском Гейнсвилле дважды поднимался на пьедестал почёта, получил серебряные медали в зачёте четырёхместных экипажей на дистанциях 200 и 500 метров.
Будучи одним из лидеров румынской национальной сборной, благополучно прошёл квалификацию на Олимпийские игры 2004 года в Афинах — в километровой программе четырёхместных байдарок дошёл до финала и показал в решающем заезде седьмой результат, в то время как в двойках на пятистах метрах остановился в полуфинале.
В 2005 году Марьян Бэбан побывал на европейском первенстве в Познани, откуда привёз награды серебряного и бронзового достоинства, выигранные в зачёте четырёхместных байдарок на дистанциях 500 и 1000 метров соответственно. Год спустя на чемпионате Европы в чешском Рачице добавил в послужной список серебряную медаль, полученную в четвёрках на пятистах метрах. Вскоре по окончании этих соревнований принял решение завершить карьеру профессионального спортсмена, уступив место в сборной молодым румынским гребцам.